# ليون جوردن
ليون جوردن (بالإنجليزية: Leon Jordan) هو سياسي أمريكي، ولد في 6 مايو 1905، وتوفي في 15 يوليو 1970. انتخب عضو مجلس نواب ولاية ميسوري.